# 福布斯虚构人物财富榜
福布斯虚构人物财富榜（英語：Forbes Fictional 15）是由《福布斯》杂志所评选出来的榜单之一，其中列举了2002年到2013年间15位在虚构作品领域内最富裕的角色；其中涉及了书籍、电影、电视剧、动画、漫画及电子游戏作品中的人物。
福布斯虚拟人物财富榜的评选资格除了要有钱之外，所有上榜的人物还必须符合“虚构（在某种程度上排除了神话和民俗人物）和作品角色（即是叙事故事或系列故事的一部分）”的要求。其中唯一的例外便是圣诞老人，《福布斯》将其列为“不可抗拒”的上榜人物；但自从2006年后，圣诞老人便开始没有再列入榜单。对此，《福布斯》的解释是，“我们仍坚信圣诞老人的净资产是无限的，但是考虑到那些来自坚信圣诞老人是真实人物的愤怒孩子们的来信后，我们将他排除在今年的榜单之外。但这不代表我们已经解决了圣诞老人是否真实存在这一问题，只是根据目前已知的证据——例如：送来的礼物和被吃掉的牛奶及饼干——我们认为将他从备选名单中删除比较妥当。”而在圣诞老人被排除出榜单之后，史高治·麦克老鸭就成了榜单上最富裕的虚构人物；它被认为拥有一个装满黄金的塔楼宝库。而《飞出个未来》中的“妈妈”卡罗尔·米勒则被认为是该榜单上最富裕的女性，她的资产预估有157亿美元。
这份榜单计算虚构人物的财富方式是将虚构人物所在的作品中有关股票或大宗商品交易的内容与现实相关资讯联系到一起，再评估出这些人物的财富。尽管这个榜单上的虚构人物都很富裕，但他们所拥有的财富已经在历史上被比尔·盖茨、卡洛斯·斯利姆等现实中的亿万富豪所超过。